# Institut Jaume Callís
L'institut Jaume Callís és un institut d'educació secundària ubicat a Vic, a la comarca d'Osona.

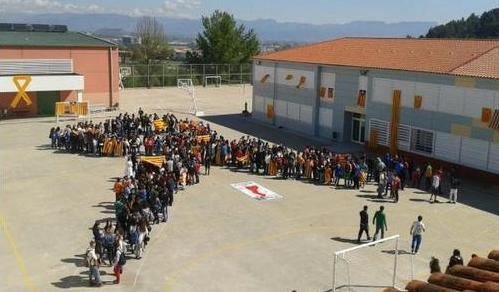
L'institut Jaume Callís enllaçat pel català

El setembre de 2008 es van iniciar unes obres d'ampliació i remodelació general. A partir d'aquest curs, el centre desenvolupa el Projecte Coopera, un projecte de voluntariat en col·laboració amb entitats de Vic. L'institut també ha participat en més d'un projecte internacional com el Comenius, pel qual ha estat premiat.
El curs següent, el 2010-2011 l'institut va deixar d'oferir la modalitat de Batxillerat nocturn, després que gràcies a la pressió que es va fer des de tots els centres afectats aquesta opció s'oferís un curs més.
Els últims anys, els estudiants de l'institut han dut a terme diverses accions en defensa de l'educació pública i en català: el maig de 2012 es van enllaçar per l'escola en català a les Illes Balears, sota una iniciativa de l'assemblea d'Osona de Maulets; el 12 d'octubre del mateix any, Dia de la Hispanitat, es va poder assistir a l'institut, també a proposta de l'assemblea local d'Arran; i el curs 2012-13 s'hi va crear un nucli del Sindicat d'Estudiants dels Països Catalans, que, entre altres accions, va organitzar un referèndum sobre la LOMQE el 31 d'octubre de 2013 amb un resultat del 99,52% dels vots en contra.